# Dvigalka
Dvigálka (angl. shift) je tipka na računalniški tipkovnici, ki v kombinaciji z drugo tipko izvede drugotno funkcijo te tipke. Omogoči pisanje velikih črk ali zgornjih znakov na tipkah.